# بلدة فالي مقاطعة إلسورث (كنساس)
بلدة فالي، مقاطعة إلسورث (بالإنجليزية: Valley Township, Ellsworth County, Kansas)‏ هي منطقة سكنية تقع في الولايات المتحدة في مقاطعة إلزوورث، كنساس. يقدر عدد سكانها بـ 577 نسمة ومساحتها 93.19 كم2 وترتفع عن سطح البحر 557 متر.